# Simultane Kommunikation
Simultane Kommunikation (englisch Simultaneous communication (SimCom) oder sign supported speech (SSS)) ist eine Technik, die manchmal von gehörlosen, schwerhörigen oder hörenden Gebärdensprachnutzern verwendet wird, bei der sowohl eine gesprochene Sprache als auch eine manuelle Variante dieser Sprache (wie Englisch, American Sign Language (ASL) und Manuell Kodiertes Englisch) gleichzeitig verwendet werden.
Während die Idee, über zwei Sprachmodi zu kommunizieren, in einem Umfeld mit Hörenden/Gehörlosen ideal erscheint, werden die beiden Sprachen in der Praxis selten perfekt übermittelt. Oft ist die Muttersprache des Nutzers (normalerweise die Lautsprache für den Hörenden und die Gebärdensprache für den Gehörlosen) die Sprache, die am stärksten ist, während die Fremdsprache an Klarheit verliert. In einer Bildungsumgebung ist dies besonders schwierig für gehörlose Kinder, da die Mehrheit der Lehrer, die Gehörlose unterrichten, hörend sind. Ergebnisse aus Umfragen zeigen, dass die Kommunikation mit Schülern tatsächlich durch Gebärden erfolgt (etwa zwei Drittel der Schülerschaft) und dass die Gebärdensprache eher in Richtung Englisch als ASL tendiert.

## Geschichte
Manuelle Kommunikation gibt es in den Vereinigten Staaten schon seit einiger Zeit, sie gewann jedoch erst in den 1970er-Jahren an Bedeutung. Der Einsatz von Gebärdensprachen bei Kindern war eine turbulente Geschichte mit vielen Schwankungen zwischen der Ablehnung des Einsatzes von Gebärdensprachen und der Konzentration auf Oralismus bis hin zum heutigen Vorstoß zur Zweisprachigkeit in Gehörlosenschulen. Letztendlich konzentrierten sich die meisten Schulen bei der von ihnen verwendeten Sprache z. B. auf Englisch, wodurch eine Sprache geboren wurde, die die gesprochene Sprache (z. B. Englisch) mit einer manuellen Sprache kombinierte. Der historische Einsatz von Gebärdensprachen in Schulen war von Stürmen geprägt. Fachleute (sowohl Forscher als auch Lehrer) standen auf beiden Seiten der Debatte darüber, ob die Sprache nützlich ist oder nicht.

## Forschung

### Positive Ansätze
Einer Studie aus dem Jahr 1984 zufolge erwies sich Totale Kommunikation in Kombination mit dem richtigen Ansatz als vorteilhaft gegenüber planlosem Unterricht ohne jeglichen sprachlichen Ansatz.
In einer Studie mit dem Titel Intelligibility of speech produced during simultaneous communication wurden 12 Menschen mit Hörminderung gebeten, die Audioproben von 4 Experten für hörende Gebärdensprache zu prüfen, die Aufnahmen einer Simultaneous Communication (SC) (Simultankommunikationsprobe) und einer Speech Alone (SA) (Sprachprobe) angefertigt hatten. Die 12 Hörgeschädigten wurden dann gebeten, zu bestimmen, welche produzierte Sprache klarer war. Nach dem Anhören beider Audioproben stimmten die Hörgeminderten darin überein, dass sowohl SC als auch SA verständlich waren, was durch frühere Untersuchungen unterstützt wird. Da die Verständlichkeit der Sprache auf dem Niveau der englischen Grammatik gehalten wurde, deuten die Studienergebnisse darauf hin, dass SC ein positives Hilfsmittel ist, das bei gehörlosen und schwerhörigen Kindern als Sprachmodell verwendet werden kann und das auch von gehörlosen/schwerhörigen Erwachsenen weiter verwendet werden kann.
Eine andere Studie zeigte den Unterschied zwischen einer Kontrollgruppe, Familien, die an einem Interventionsprogramm teilnahmen, dass Dienstleistungen wie Kurse in Total Communication (TC, Totale Kommunikation), Privatlehrer für das Kind und einen gehörlosen Erwachsenen anbot, der zu den Familien nach Hause kam, und einer anderen Gruppe von Familien, die TC nutzten, aber nicht so viel Intervention erhielten wie die Kontrollgruppe. Die Ergebnisse zeigten, dass die Intervention funktionierte und dass sie positiv mit den Kommunikationsfähigkeiten der Kinder der Kontrollgruppe korrelierte. Die Kinder zeigten fortgeschrittene kognitive Fähigkeiten, einschließlich Verständnis und Ausdruck, insbesondere in Bezug auf die Zeit.

### Negative Ansätze
Eine 1990 von Dennis Cokely durchgeführte Studie mit dem Titel The Effectiveness of Three Means of Communication in the College Classroom überprüfte zuvor durchgeführte Forschungsarbeiten, die den Einsatz von Total Communication bzw. Simultaner Kommunikation (SimCom) im Unterricht unterstützten. Die Studie wies jedoch auf mehrere einschränkende Faktoren hin, die in mehreren Forschungstests nicht berücksichtigt worden waren. Einer der durchgeführten Tests verglich nur SimCom, die Rochester-Methode und das Lippenlesen mit der Stimme und ließ die Option von ASL als Kommunikationsmittel aus. Die Studie von 1990 befasste sich mit diesem Problem, indem sie SimCom, Gebärdensprache allein und Interpretation verglich, um herauszufinden, was am wirksamsten war. Die Ergebnisse des Vergleichs zeigten, dass Gebärdensprache allein als Möglichkeit für die Schüler, die gegebenen Informationen zu verstehen, am wirksamsten war und SimCom am wenigsten. Insgesamt waren Gebärdensprache allein und Interpretation in allen Bereichen des Tests am wirksamsten, was beweist, dass SimCom für Lehrer und Schüler gleichermaßen eine Herausforderung darstellte. Beim Arbeiten mit zwei unterschiedlichen Kommunikationsmodi wird der Modus, der dem Benutzer am natürlichsten vorkommt, der vorherrschende sein. Eine Studie aus dem Jahr 1998 zeigte, dass das gleichzeitige Gebärden und Sprechen zu einem langsameren Lernfortschritt führt, als wenn nur eine Methode zum Ausdruck der Sprache verwendet wird.

## Methoden
Nachfolgend sind die in SimCom verwendeten Zeichenkommunikationen aufgeführt. Da SimCom jede gesprochene Sprache in Kombination mit jedem Zeichenmodus verwenden kann, sind alle unten aufgeführten Kommunikationsmittel verfügbar.
- American Sign Language
- Ergänzte Laut-Sprache
- Kontaktgebärde (Pidgin-Zeichen)
- Totale Kommunikation
- Bimodaler Bilingualismus

## Schlüsselwort-Gebärden
Das Schlüsselwort-Gebärden (englisch key word signing) ist eine Technik der simultanen Kommunikation, bei der im Gespräch sowohl natürliche Sprache verwendet wird, als auch Gebärden für die Wörter erzeugt werden, die die wichtigsten Informationen enthalten. Schlüsselwort-Gebärden betont die relevanten Wörter in einem Satz oder einer Phrase, anstatt jedes Wort zu gebärden, wie man es z. B. bei der American Sign Language (ASL) tun würde. Wenn beispielsweise jemand sagt: „Geh und wasch dir die Hände!“, wären die Schlüsselwörter, die gebärdet würden, WASCHEN und HAND.
Schlüsselwort-Gebärden ist eine Form der Unterstützten Kommunikation (englisch augmentative and alternative communication – AAC), bei der manuelle Gebärden als zusätzliche Kommunikationsform verwendet werden, um die Botschaft zu verstärken. Untersuchungen legen nahe, dass lexikalische Repräsentationen von Wörtern, einschließlich manueller Gebärden sowie Sprach- und Grafiksymbole, verwendet werden können, um andere lexikalische Repräsentationen zu verstärken. Dies weist darauf hin, dass die Verwendung von AAC, einschließlich manueller Gebärden und Schlüsselwortgebärden, bei Sprachinterventionen von Vorteil sein kann.